# Nanteuil-la-Forêt
Nanteuil-la-Forêt település Franciaországban, Marne megyében. Lakosainak száma 300 fő (2022. január 1.). Nanteuil-la-Forêt Écueil, Chamery, Chaumuzy, Cormoyeux, Courtagnon, Fleury-la-Rivière, Hautvillers, Pourcy, Saint-Imoges és Sermiers községekkel határos.

## Népesség
A település népességének változása:
| Lakosok száma | 127  | 142  | 210  | 207  | 232  | 252  | 282  | 293  | 299  | 300  |
|               | 1968 | 1982 | 1990 | 2006 | 2013 | 2015 | 2017 | 2019 | 2020 | 2022 |